# Iglesia de San Esteban (Betoño)
La iglesia de San Esteban es un templo situado en el concejo de Betoño, en el municipio español de Vitoria.

## Descripción

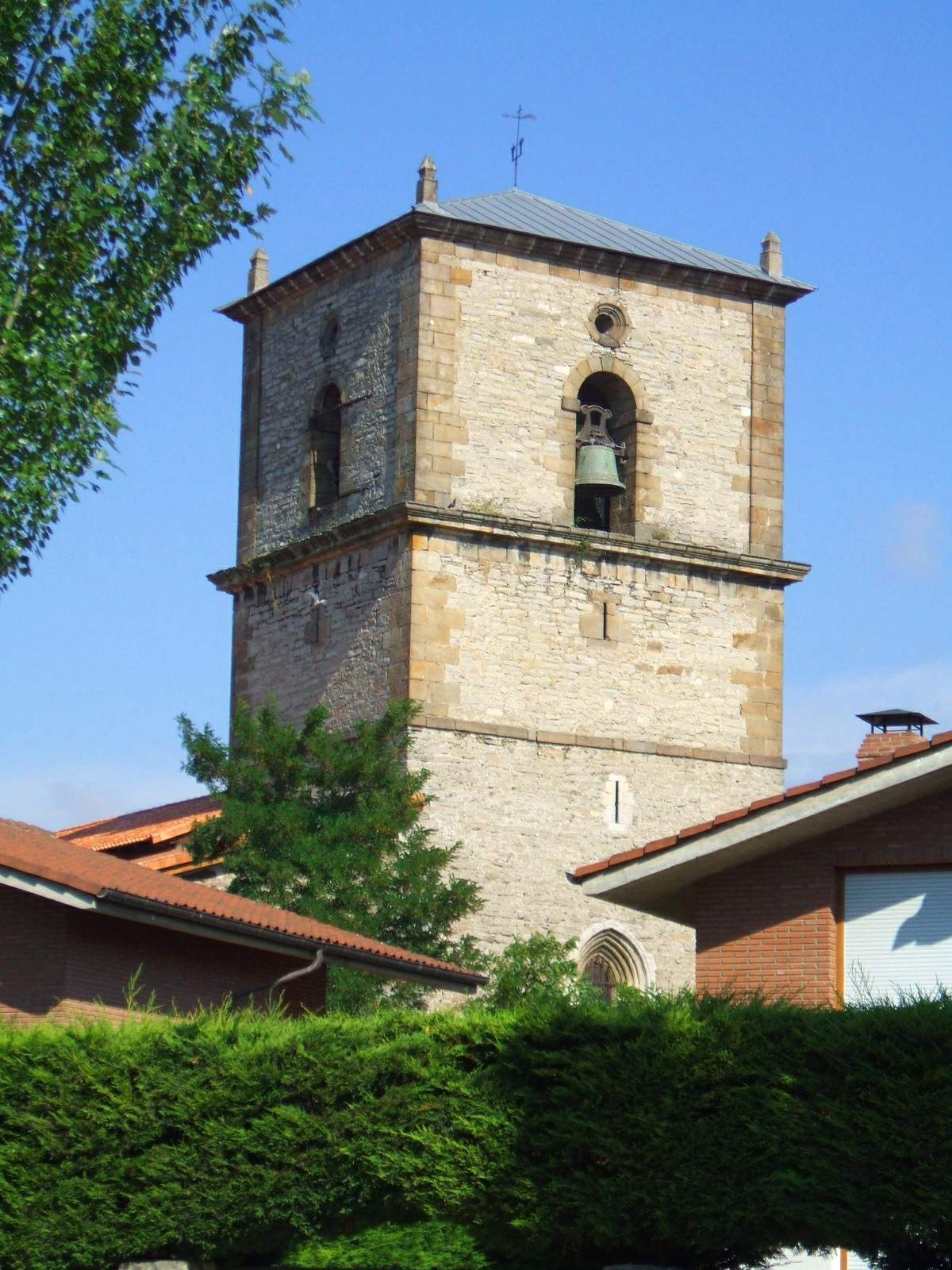
Vista de la torre de la iglesia

El edificio se encuentra en el concejo alavés de Betoño, en la comunidad autónoma del País Vasco. Se menciona como iglesia parroquial del lugar en el Diccionario geográfico-estadístico-histórico de España y sus posesiones de Ultramar de Pascual Madoz, donde se dice que a mediados del siglo XIX estaba «servida por 3 beneficiados perpétuos, con titulo de cura de patronato de las monjas dominicas de San Juan de Quejana». Décadas después, ya en el siglo XX, Vicente Vera y López vuelve a reseñarla en el tomo de la Geografía general del País Vasco-Navarro dedicado a Álava con las siguientes palabras: «Su parroquia, rural de segunda clase, está dedicada á San Esteban y pertenece al arciprestazgo de Armentia». Señala, además, que «la iglesia fué del patronato de las monjas dominicas de San Juan de Quejana».
Los registros sacramentales de bautismos, matrimonios y decesos generados por la parroquia de San Esteban desde el siglo XV hasta el final del XIX se conservan con los del resto de iglesias de la provincia en el Archivo Histórico Diocesano de Vitoria, donde pueden consultarse.